# Chedly El Gaïed
Chedly El Gaïed (arabe : شاذلي القايد), né le 24 mai 1956 à Tunis, est un handballeur international tunisien évoluant au poste de gardien de but. 

## Biographie
Joueur du Club africain, il rejoint les seniors lors de la saison 1975-1976, sous la direction de Hamadi Khalladi, et poursuit sa carrière de handballeur jusqu’en 1993. Il fait également partie de l'équipe nationale tunisienne avec qui il participe à quatre éditions du championnat d'Afrique des nations.

## Palmarès
- Coupe arabe des clubs champions de handball : 1986
- Championnat de Tunisie masculin de handball : 1986, 1987, 1989
- Coupe de Tunisie masculine de handball : 1987, 1988, 1989

## Carrière internationale
Il fait partie de l'équipe nationale tunisienne de 1982 à 1991.
- : Championnat d'Afrique des nations 1983, 1985, 1987 et 1989
- : Championnat arabe des nations de handball (Coupe de Palestine) 1986
- : Jeux panarabes de 1985

## Carrière d’entraîneur
Il dirige Jendouba Sports lors de la saison 1995-1996, lui permettant d'accéder en nationale A, puis le Stade sportif midien, obtenant la quatrième place en nationale A pour la première fois depuis l'accession du club à ce niveau.
Il rejoint ensuite le Club africain où il entraîne les jeunes puis les seniors à trois reprises : en tant qu’adjoint de Hafedh Zouabi avec qui il remporte le doublé championnat-coupe en 1998, pour les derniers matchs de la saison 2003-2004 à l'issue de laquelle la coupe de Tunisie est remportée, puis pendant deux saisons (2010 à 2012) avec une autre coupe de Tunisie à la clé. Il passe par ailleurs plusieurs saisons au Koweït, où il dirige divers clubs (Al Arabi Sporting Club, Al-Salmiya SC et Qadsia Sporting Club) avec qui il remporte plusieurs titres et participe à la coupe du monde des clubs 2002.
Il est également désigné à la tête de l'équipe nationale junior en 2005, avec une participation en finale des championnats d'Afrique et une qualification pour la coupe du monde.

## Distinction
Il est élu meilleur gardien de but arabe en 1986.